# Proxys punctulatus
Proxys punctulatus ist eine Wanzenart aus der Familie der Baumwanzen (Pentatomidae). Ihre englische Bezeichnung lautet Black Stink Bug (wörtlich „Schwarze Stinkwanze“).

## Merkmale
Die 11 bis 13 Millimeter langen Wanzen besitzen eine dunkelbraun bis schwarze Grundfarbe. Der Halsschild läuft an den Seiten spitz zusammen. Die seitliche Ausrichtung dieser Dornen ist ein Unterscheidungsmerkmal zu ähnlichen Arten. Am unteren Ende des Schildchens (Scutellum) befindet sich ein gelber Fleck. Die hellen Beine sind schwarz gemustert. Der untere Abschnitt der Femora (Schenkel) ist schwarz gefärbt. Die Tibia (Schienen) weisen schwarze Punkte auf. Die schwarzen Fühler weisen helle Bänder auf.

## Vorkommen
Proxys punctulatus kommt in Nord-, Mittel- und Südamerika sowie in der Karibik vor. In den Vereinigten Staaten reicht das Verbreitungsgebiet im Süden von Florida nach Texas sowie im Norden von Pennsylvania nach Missouri. In der Karibik ist sie auf Kuba, Hispaniola und Puerto Rico vertreten. In Mittelamerika reicht das Vorkommen von Mexiko bis nach Costa Rica. In Südamerika wurde die Art im brasilianischen Bundesstaat Ceará nachgewiesen.

## Lebensweise
Proxys punctulatus findet man häufig in Baumwoll-, Sojabohnen- und Zitrusplantagen. Die polyphagen Wanzen ernähren sich nicht nur von Pflanzensäften, sondern erbeuten auch Insektenlarven. Proxys punctulatus bildet gewöhnlich keine großen Populationen und gilt daher nicht als Schädling. Die Art tritt teilweise bivoltin auf und überwintert als Imago. Ein Entwicklungszyklus dauert im Schnitt etwa 54 Tage.